# Marcos Conigliaro
Marcos Norberto Conigliaro (Quilmes, 9 dicembre 1942) è un ex calciatore argentino, di ruolo attaccante.

## Palmarès

### Club

#### Competizioni nazionali
- Campionato argentino: 2

Independiente: 1963
Estudiantes: Metropolitano 1967

#### Competizioni internazionali
- Coppa Libertadores: 3

Estudiantes: 1968, 1969, 1970
- Coppa Interamericana: 1

Estudiantes: 1968
- Coppa Intercontinentale: 1

Estudiantes: 1968